# Samsul Arif
Samsul Arif Munip (sinh ngày 14 tháng 1 năm 1985) là một cầu thủ bóng đá người Indonesia, hiện tại thi đấu cho Barito Putera ở Liga 1. Anh có màn ra mắt cho Đội tuyển bóng đá quốc gia Indonesia ở Vòng loại giải vô địch bóng đá thế giới 2014 trước Iran vào ngày 15 tháng 11 năm 2011 và có một pha kiến tạo.

## Sự nghiệp quốc tế

### Đội tuyển quốc gia
| Đội tuyển quốc gia Indonesia | Đội tuyển quốc gia Indonesia | Đội tuyển quốc gia Indonesia |
| Năm                          | Số trận                      | Bàn thắng                    |
| ---------------------------- | ---------------------------- | ---------------------------- |
| 2011                         | 1                            | 0                            |
| 2012                         | 6                            | 0                            |
| 2013                         | 3                            | 0                            |
| 2014                         | 7                            | 2                            |
| Tổng cộng                    | 17                           | 2                            |

### Bàn thắng quốc tế
| # | Thời gian            | Địa điểm                                        | Đối thủ  | Bàn thắng | Kết quả | Giải đấu            |
| - | -------------------- | ----------------------------------------------- | -------- | --------- | ------- | ------------------- |
| 1 | 14 tháng 9 năm 2014  | Sân vận động Gelora Delta, Sidoarjo, Indonesia  | Malaysia | 2–0       | 2–0     | Giao hữu            |
| 2 | 22 tháng 11 năm 2014 | Sân vận động Quốc gia Mỹ Đình, Hà Nội, Việt Nam | Việt Nam | 2–2       | 2–2     | AFF Suzuki Cup 2014 |

## Danh hiệu

### Câu lạc bộ
Persibo Bojonegoro
- Liga Indonesia First Division: 2007
- Piala Indonesia: 2012

### Cá nhân
- Vua phá lưới Piala Indonesia: 2009